# Mezoderm
Mezoderm je srednji zametni listić gastrule svih bilateralnih životinja. Druga dva sloja su ektoderm (vanjski sloj) i endoderm (unutrašnji sloj).
Mezoderm stvara mezenhim (vezivno tkivo), mezotel, neepitelne krvne stanice i celomocite. Mesotel prekriva tjelesne šupljine; formira mišiće u procesu miogeneze, pregrade i mezenterij; formira dio spolnih žlijezda (ostatak su gamete).
Mezoderm se diferencira kroz stanično signaliziranje, nakon kojeg se mezoderm polarizira iz organizacijskog središta.
Položaj organizacijskog središta je određen područjima u kojima je beta-katenin zaštićen degradacijom GSK-3. Beta-katenin se ponaša kao kofaktor koji mijenja aktivnost transkripcijskog faktora tcf-3 iz potiskujućeg u aktivirajući, koji potiče sintezu genskih produkata neophodnih za diferencijaciju mezoderma i gastrulaciju. Nadalje, mezoderm ima sposobnost poticanja rasta drugih struktura, kao što je neuralna ploča, prethodnik živčanog sustava.

## Povijest
Ruski biolog Heinz Christian Pander je zaslužan za otkriće triju zametnih listića koji se stvaraju tijekom emgriogeneze. Pander je dobio doktorat iz zoologije na Sveučilištu u Wurzburgu 1817. Započeo je izučavanja u embriologiji koristeći kokošja jaja, zahvaljujući kojima je otkrio ektoderm, mezoderm i endoderm. Zbog ovih otkrića, Pander se ponekad naziva "utemeljiteljem embriologije". Panderov rad na ranim zamecima nastavio je prusko-estonski biolog Karl Ernst von Baer, koji je istraživao zametne listiće kod različitih vrsta te tako proširio ovo načelo na sve kralježnjake. Baer je također zaslužan za otkriće blastule. Svoja saznanja, uključujući i teoriju o zametnim listićima, objavio je u udžbeniku O povijesti razvoja životinja, koji je objavljen 1828.

## Opis
Mezoderm je jedan od tri zametna listića koji se javlja u trećem tjednu embrionalnog razvoja. Nastaje kroz proces zvan gastrulacija. Tri su važna sastavna dijela mezoderma: paraksijalni mezoderm, intermedijarni mezoderm i mezoderm bočne ploče. Paraksijalni mezoderm izaziva nastanak somitomera, iz kojih će nastati mezenhim glave i organizirati se u okcipitalne i kaudalne somite. Iz somita nastaje miotom (mišićno tkivo), sklerotom (hrskavica i kosti) i dermatom (potkožno tkivo). Signali za diferencijaciju somita potječu iz okolnih struktura, uključujući notokord, neuralnu cijev i epidermu. Intermedijarni mezoderm povezuje paraksijalni mezoderm s bočnom pločom, diferencira se u urogenitalne strukture, među kojima su bubrezi, spolne žlijezde, njihovi kanali i nadbubrežne žlijezde. Mezoderm bočne ploče izaziva razvoj srca, krvnih žila i krvnih stanica, kao i mezodermalne komponente udova.
Neki od derivata mezoderma su mišići (glatki, srčani i poprečnoprugasti), mišići jezika (okcipitalni somiti), mišići ždrijelnih lukova (žvačni mišići, mišići facijalne ekspresije), vezivno tkivo, dermis i potkožni sloj kože, kosti i hrskavica, tvrda mozgovnica, endotel krvnih žila, eritrociti, leukociti, mikroglija i Kupfferove stanice, kora bubrega i nadbubrežnih žlijezda.

## Razvoj mezoderma
Tijekom trećeg tjedna u procesu gastrulacije između endoderma i ektoderma stvara se mezoderm. Ovaj proces počinje stvaranjem primitivne pruge na površini epiblasta. Stanice slojeva pomiču se između epiblasta i hipoblasta te se počinju širiti lateralno i kranijalno. Stanice epiblasta kreću se prema primitivnoj pruzi i kližu ispod nje u procesu invaginacije. Neke od migrirajućih stanica premještaju hipoblast i stvaraju endoderm, a druge odlaze između endoderma i epiblasta kako bi stvorile mezoderm. Ostatak stanica sudjeluje u stvaranju ektoderma. Nakon toga, epiblast i hipoblast uspostavljaju kontakt s ekstraembrionalnim mezodermom sve dok ne pokriju žumanjčanu vrećicu i amnion. Premještaju se na obje strane prekordalne ploče. Prekordalne stanice premještaju se na središnju crtu kako bi stvorile notokordalnu ploču.  Iz kordamezoderma nastaje notokord koji potiče oblikovanje neuralne cijevi. Notokord se širi ispod neuralne cijevi od glave do repa. Mezoderm se kreće prema središnjoj crti sve dok ne prekrije notokord, kada se mezoderm poveća i nastane paraksijalni mezoderm. Sa svake strane, mezoderm ostaje tanak i tu je poznat pod nazivom bočna ploča. Intermedijarni mezoderm je smješten između paraksijalnog mezoderma i bočne ploče.
Između 13. i 15. dana događa se proliferacija ekstraembrionalnog mezoderma, primitivne pruge i embrijskog mezoderma. Razvoj notokordalnog kanala događa se između 17. i 19. dana, kada su oblikovani prvi somitei.

## Paraksijalni mezoderm
Tijekom trećeg tjedna, paraksijalni mezoderm se organizira u segmente. Ako se jave u cefaličnom području i rastu u cefalokaudalnom smjeru, nose naziv somitomere. Ako se pojave u cefaličnom području, ali uspostave kontakt s neuralnom pločom, nose naziv neuromere, te će kasnije formirati mezenhim glave. Somitomere se organiziraju u somite koji rastu u parovima. U četvrtom tjednu somiti gube svoju organiziranost i prekriju notokord i leđnu moždinu kako bi nastala kralježnica. U četvrtom tjednu, postoje 4 okcipitalna somita, 8 vratnih, 12 prsnih, 5 slabinskih, 5 križnih i 8 do 10 kokcigealnih koji će stvoriti aksijalni kostur. Somatski derivati su određeni lokalnim signalima između susjednih embrijskih tkiva, posebno neuralne cijevi, notokorda, površinskog ektoderma i samih somatskih dijelova.  Prava specifikacija izvedenih tkiva, koštanog, hrskavice, endotela i vezivnog tkiva je postignuta nizom morfogenetskih promjena paraksijalnog mezoderma, vodeći do nastanka sljedećih somatskih segmenata: dermomiotom, miotom i sklerotom. Svaki somit će stvoriti svoj vlastiti sklerotom koji će se diferencirati u hrskavičnu i koštanu komponentu. Iz miotoma će nastati mišićna komponenta, a iz dermatoma dermis leđa. Miotom i dermatom imaju živčanu komponentu.

## Intermedijarni mezoderm
Intermedijarni mezoderm povezuje paraksijalni mezoderm s bočnom pločom i diferencira u urogenitalne strukture. U gornjim torakalnim i cervikalnim područjima oblikuje nefrotome, a u kaudalnom području stvara nefrogeni tračak. Također potpomaže razvoj dijelova mokraćnog sustava i spolnih žlijezda.

## Mezoderm bočne ploče
Mezoderm bočne ploče dijeli se na parijetalni i visceralni sloj. Oblikovanje tih slojeva počinje s pojavom unutarstaničnih šupjina. Parijetalni sloj ovisi o sloju mezoderma koji prekriva amnion, dok visceralni ovisi o onom sloju koji prekriva žumanjčanu vrećicu. Parijetalni sloj zajedno s ektodermom stvara bočne nabore površine tijela. Visceralni sloj stvara stjenke crijeva. Stanice mezoderma parijetalnog sloja stvaraju mezotelne membrane koje oblažu osrčje, trbušnu i plućnu šupljinu.